# 황금 연못
《황금 연못》(On Golden Pond)은 미국에서 제작된 마크 라이델 감독의 1981년 드라마 영화이다. 동명의 1979년 연극에 바탕을 두고 있다. 헨리 폰다 등이 주연으로 출연하였고 브루스 길버트 등이 제작에 참여하였다.
이 영화는 1981년 12월 4일 극장 상영되었다.

## 줄거리
노부부 에델과 노먼 세이어는 매년 여름 뉴잉글랜드 북부 외딴 지역의 골든 폰드라는 호수에 있는 자신들의 오두막에서 시간을 보내는 전통을 이어간다. 그들이 처음 도착했을 때 에델은 호수에서 울리는 검은부리아비 소리가 "그들을 집으로 환영한다"고 생각하지만, 노먼은 아무것도 들리지 않는다고 주장한다.
여름집에 다시 자리 잡으면서 80세가 될 노먼은 여러 가족 사진을 알아보지 못하는 등 치매 증상을 보인다. 그는 기억 문제에 대처하기 위해 죽음과 노화에 대해 자주 이야기한다. 에델은 분위기를 활기차게 만들기 위해 최선을 다한다. 그들은 파치지를 하고, 자연 풍경을 감상하고, 보트를 타고 찾아오는 우편배달부 찰리와 이야기한다.
그들에게는 아버지와 다소 소원한 외동딸 첼시가 찾아온다. 그녀는 부모님에게 약혼자 빌과 그의 13세 아들 빌리를 소개한다. 노먼은 빌과 심리 게임을 시도하는데, 이는 그의 명백한 취미이다. 빌은 노먼이 무엇을 하는지 알고 있으며 크게 개의치 않지만, 너무 심하지는 않을 것이라고 말한다.
다른 대화에서 첼시는 에델에게 아버지와의 관계에 대한 좌절감을 털어놓으며, 수천 마일 떨어진 로스앤젤레스에 살고 있음에도 여전히 그에게 대답해야 하는 것 같다고 느낀다.
유럽 휴가를 떠나기 전에 첼시와 빌은 세이어 부부에게 자신들만의 시간을 가질 동안 빌리를 한 달 동안 맡아달라고 부탁한다. 노먼은 80세 생일이 다가오면서 냉소적으로 행동하며 치매 증상과 심계항진을 보이지만, 빌리가 머무는 것을 허락한다.
빌리는 처음에는 친구도 없고 할 일도 없이 나이 든 낯선 사람들과 함께 남겨진 것에 짜증을 낸다. 그는 노먼의 무뚝뚝한 태도에 분개하지만, 결국 골든 폰드에서의 낚시 모험을 함께 즐기게 된다. 빌리는 또한 오두막에서 책을 읽는 것을 즐기기 시작하는데, 처음에는 보물섬을 읽고 나중에는 두 도시 이야기를 읽는다.
빌리와 노먼은 곧 노먼의 낚시 라이벌인 "월터"를 잡는 데 몰두하게 되는데, 이는 퓨가토리 코브라는 바위 지역에서 세이어 부부의 모터보트가 우발적으로 파괴되는 결과를 낳는다. 노먼은 물에 빠져 머리 부상을 입고, 빌리는 노인을 구하기 위해 물속으로 뛰어든다. 그들은 나중에 에델과 찰리에게 구조된다.
상처가 치유된 후 노먼은 빌리와 함께 낚시를 가서 마침내 "월터"를 잡지만, 결국 물고기를 놓아준다. 첼시는 아버지와 약혼자(이제 남편)의 아들이 친구가 되었다는 것을 알게 된다. 아버지의 태도 변화를 본 첼시는 빌리가 해냈지만 자신은 결코 할 수 없었던 백플립을 시도한다. 그녀는 환호하는 노먼, 빌리, 에델 앞에서 성공적으로 다이빙을 해낸다. 첼시와 노먼은 마침내 완전히 포옹하고, 첼시와 빌은 빌리와 함께 떠난다.
골든 폰드에서의 마지막 날이 오고 세이어 부부는 마지막 상자들을 싣고 있다. 노먼은 무거운 상자를 옮기려다 심장 통증을 느끼고 현관 바닥에 쓰러진다. 에델은 교환원에게 병원에 전화해 달라고 하지만 실패하고, 남편을 위로하러 간다.
노먼은 그 다음 의식을 차리고 통증이 사라졌다고 말하며 호수에 마지막 작별 인사를 하기 위해 일어서려고 한다. 에델은 노먼을 가장자리로 도와주고, 그들은 검은부리아비를 본다. 노먼은 검은부리아비가 호수에서 "작별 인사를 하고 있다"고 말한다. 그는 검은부리아비가 자신과 에델과 같다고 말한다. 그들의 자식은 자라서 독립했고, 이제 그들 둘만 남았다는 것이다.

## 출연

### 주연
- 헨리 폰다
- 캐서린 헵번
- 제인 폰다

### 조연
- 더그 맥케온
- 데브니 콜먼
- 윌리엄 랜토
- 크리스토퍼 라이델

## 한국판 성우진(KBS, 1985년 8월 4일)
- 이선영 - 에텔 (캐서린 헵번)
- 김종성 - 노먼 (헨리 폰다)
- 주희 - 첼시 (제인 폰다)
- 최흘 - 빌 (데브니 콜먼)
- 오세홍 - 빌리 (더그 맥케온)
- 문영래 - 찰리 (윌리엄 랜토)

## 기타
- 원작자: 어니스트 톰슨
- 제작책임: 테리 카
- 미술: 스티븐 B. 그림스
- 의상: 도로시 지킨스